# انترنا
انترنتا(به اسپانیایی: Entrena)یک شهر در اسپانیا است که براساس سرشماری سال ۲۰۰۸ ۱٬۴۸۸ نفر جمعیت دارد و 21.03 km مساحت دارد. 